# Du sköna värld
Du sköna värld är en pop-låt och en singel av den svenske artisten Olle Ljungström.
Låten släpptes som singel 11 juni 2001, och fanns med på samlingsalbumet Bäst (2001), som den enda låt som gjordes specifikt för det albumet. Den skrevs av Ljungström och Heinz Liljedahl. I en intervju med Svenska Dagbladet sommaren 2001 avslöjade Ljungström att låten syftar på författaren Aldous Huxleys kända roman Du sköna nya värld: "Det är helt klart Huxley som åsyftas. Det gick bara inte att sjunga [Du sköna] Nya Värld."
Med på Du sköna värld-singeln var också låten "Jag spelar vanlig," som ursprungligen fanns med på Ljungströms första soloalbum från 1993.
Sylvia Vrethammar tolkade låten "Du sköna värld" i tredje säsongen av TV-programmet Så mycket bättre 2012.

## Låtlista
Text: Olle Ljungström. Musik: Olle Ljungström och Heinz Liljedahl.
1. "Du sköna värld" (3:20)
2. "Jag spelar vanlig" (4:10)